# Palliduphantes pillichi
Palliduphantes pillichi är en spindelart som först beskrevs av Kulczynski 1915.  Palliduphantes pillichi ingår i släktet Palliduphantes och familjen täckvävarspindlar. Inga underarter finns listade i Catalogue of Life.